# Medea (Eurípides)

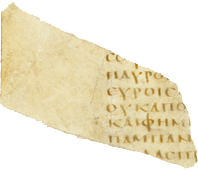
Fragmento de un códice de vitela del s. IV o V d. C. hallado por Flinders Petrie en 1888 en Arsínoe (Egipto) y conservado en el University College de Londres. El texto corresponde a las líneas 1087 a 1091 de Medea. A pesar de ser una muestra tan pequeña, ha influido en ediciones modernas de la tragedia.

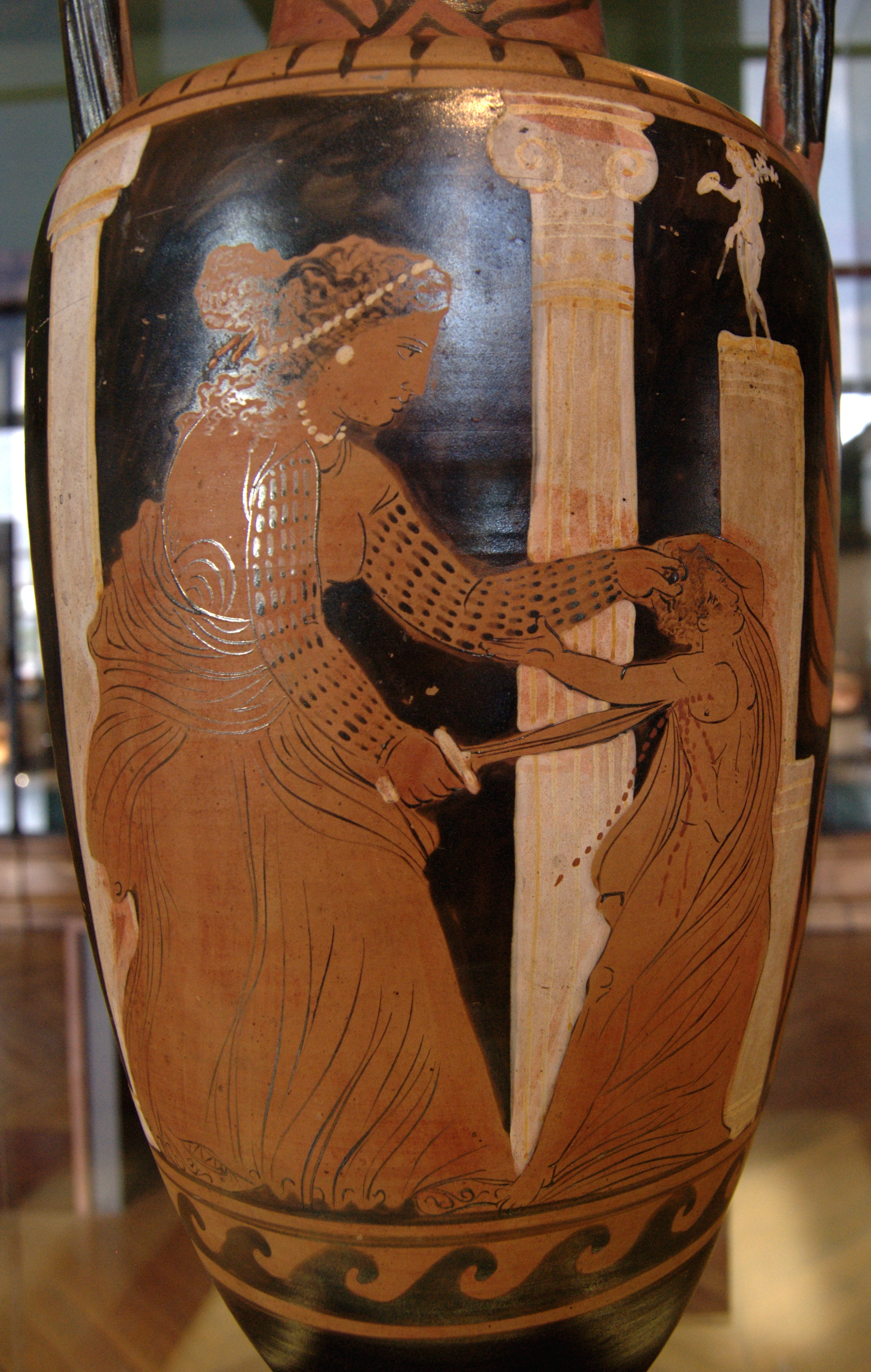
Medea matando a un hijo, ánfora de figuras rojas de Campania, hacia 330 a. C., Museo del Louvre.

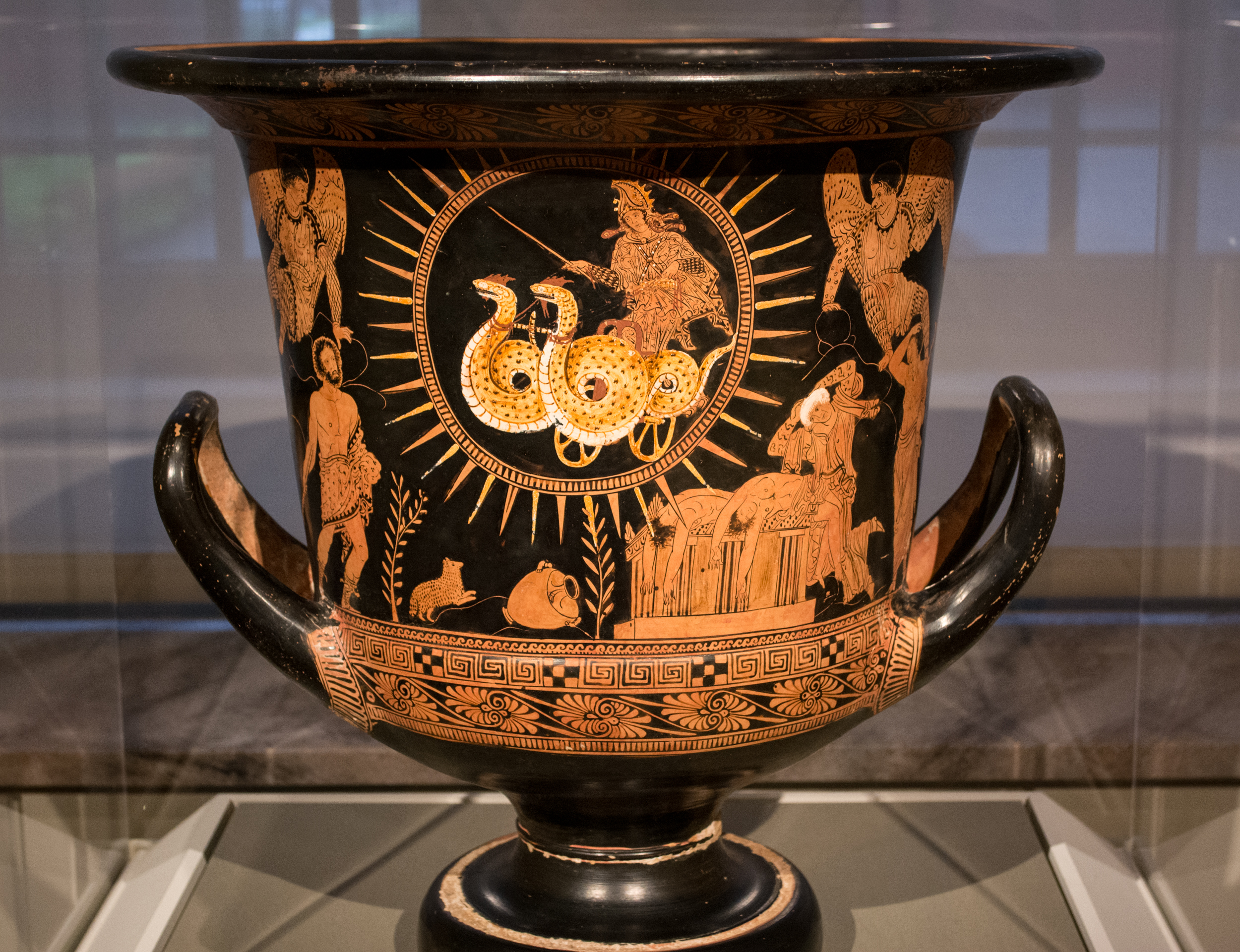
Crátera de figuras rojas, datada hacia el 400 a. C., que conserva en el Museo de Arte de Cleveland. La escena representa el final de la tragedia de Eurípides. Medea, tras haber asesinado a sus hijos, aparece en un carro tirado por serpientes aladas. Medea viste ropas orientalizantes y gorro frigio, lo que simboliza su condición de extranjera. El carro está rodeado por el Sol (Helios), el abuelo de Medea, que fue quien le dio el carro. Abajo, se encuentran los cadáveres de sus dos hijos sobre un altar. Una mujer con cabello blanco está al lado de los cuerpos y se lleva las manos a la cabeza en señal de desolación. A su lado, otro hombre también se lleva las manos a la cabeza. A la izquierda, Jasón, con barba y vistiendo solo un himatión caído que deja al descubierto su pecho, tiene una expresión de horror al descubrir los asesinatos perpetrados por Medea.

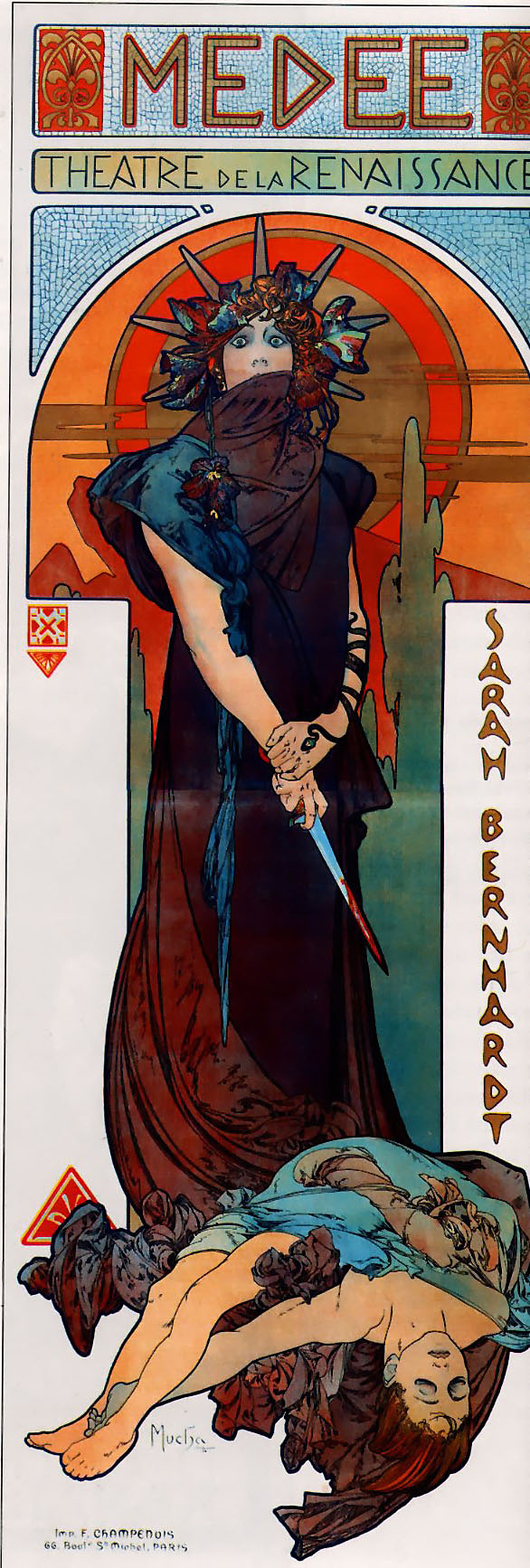
Cartel publicitario de Medea, obra de Alfons Mucha (1898).

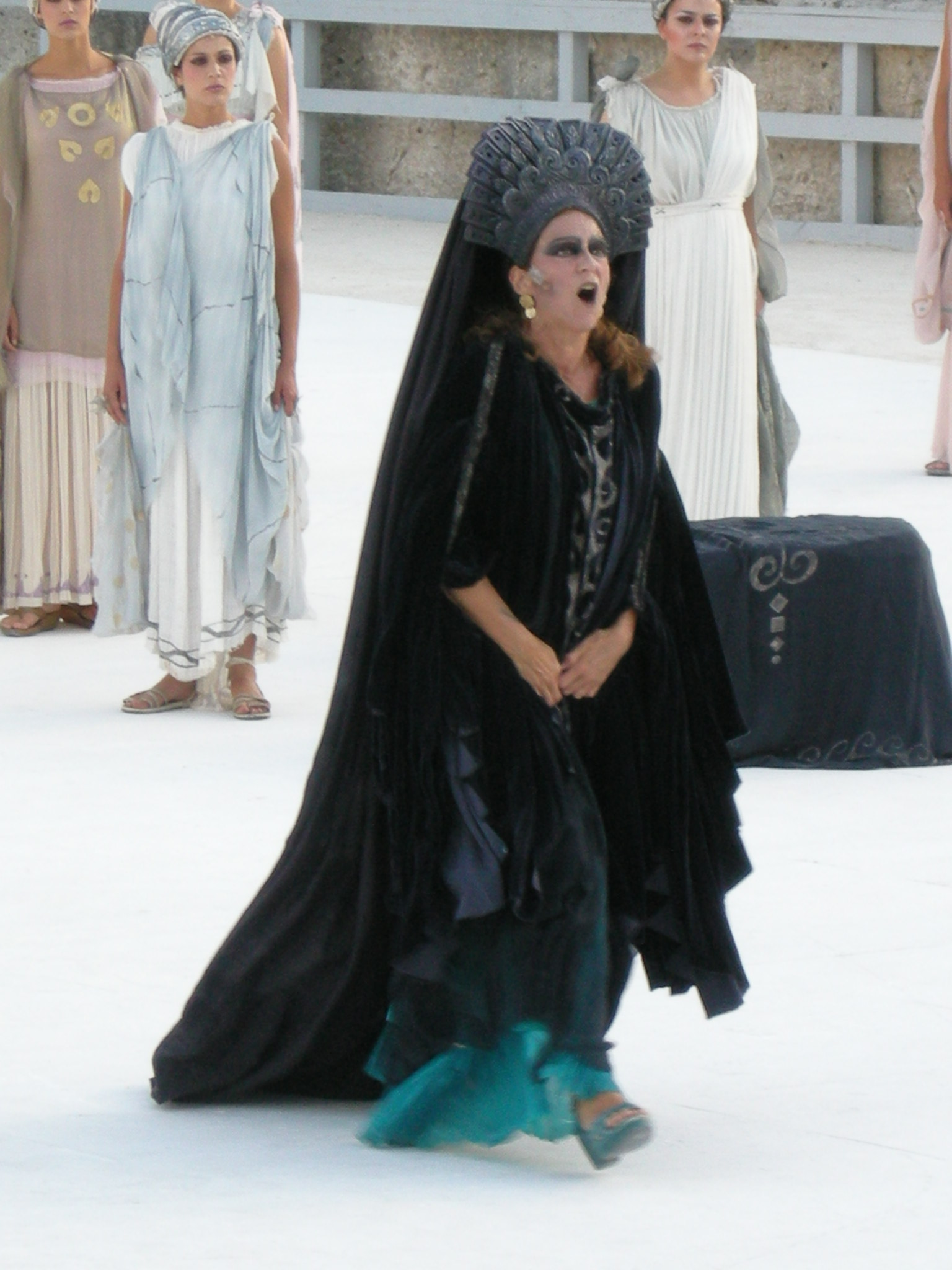
Elisabetta Pozzi en el papel de Medea. Teatro Griego de Siracusa, 2009.

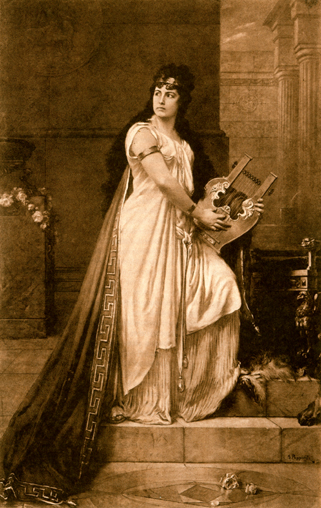
Klara Ziegler en el papel de Medea.

Medea  es una tragedia de Eurípides. Se representó en el primer año de la 87.ª Olimpiada (431 a. C.), y formaba parte de una tetralogía con las tragedias Filoctetes (Φιλοκτήτης) y Dictis (Δίκτυς) y el drama satírico Los recolectores (Θηρισταί). Ganó el certamen Euforión; el segundo fue Sófocles; y el tercero, Eurípides.

## Personajes
- Una NODRIZA.
- Un PEDAGOGO.
- MEDEA.
- CREONTE:  rey de Corinto.
- HIJOS DE MEDEA.
- JASÓN.
- EGEO.
- UN MENSAJERO.
- CORO de MUJERES.

## Marco mítico
La tragedia Medea trata de la conocida historia de Jasón tras las aventuras que lo llevaron a conquistar el vellocino de oro, trabajo impuesto por su tío Pelias, rey de Yolco. Jasón, tras el trabajo, se casó con Medea, quien le había ayudado a conseguir el vellocino, en Yolco.
En un momento dado, Medea y Jasón deciden marchar de Yolco a Corinto. Allí reina Creonte y es donde transcurre la obra. Según algunos mitógrafos, fueron expulsados de Yolco porque Medea había participado en la muerte de Pelias, al engañar a las propias hijas de aquel para que lo mataran. Sin embargo, otras versiones señalan que habían marchado de forma voluntaria. En la tragedia de Eurípides no se indica nada al respecto. 

## Argumento
En Corinto, Jason ha abandonado a su esposa Medea, junto con sus dos hijos. Él busca prosperar volviendo a casarse con la hija de Creonte, rey de Corinto —cuyo nombre no se cita en la tragedia, aunque otras fuentes mitográficas la llaman Glauce. Fuera del palacio real, una nodriza lamenta los acontecimientos que han llevado a la crisis.  
Creonte, que había planeado el matrimonio, ante el temor de que Medea, sabia y hábil, se vengue, ordena su destierro inmediato. Pero Medea, fingiéndose sumisa, pide un solo día de plazo para salir al destierro. Ese plazo lo aprovecha para hacer unos regalos a la hija del rey: una corona de oro y un peplo envenenados que causan la muerte por el simple contacto. La hija del rey muere de manera horrible, privando de este modo a Jasón de su amor a modo de venganza. También muere Creonte, al abrazar a su hija. Finalmente, Medea se siente obligada a matar a sus propios hijos, para evitar que otras manos más crueles les quiten la vida para vengar la muerte de la princesa corintia.
Termina la obra con Medea subida en un carro tirado por serpientes con alas otorgado por Helios, huyendo hacia Atenas, dado que había pactado con su rey, Egeo, que sería acogida en dicha ciudad, para evitar las iras de la familia de Creonte y de su propio marido Jasón.

## Análisis de la obra
Según los críticos, es una de las mejores obras de Eurípides.
En el prólogo y la párodo, Medea, que está dentro del palacio, se lamenta tanto por la situación en la que se encuentra, que le produce deseos de morir, añora tanto a su patria como a su padre, invoca a la diosa de la justicia, Temis, y expresa su ira contra la hija del rey, contra Jasón y contra sus hijos. Cambia el tono cuando sale del palacio, puesto que trata de persuadir al coro de mujeres corintias de que necesita vengarse de Jasón y de que es una venganza justa. Para ello, primero Medea alude a su condición de extranjera y describe de modo general el trato que se daba a las mujeres por la sociedad. A continuación menciona su situación personal, que la diferencia de las mujeres del coro: está fuera de su casa paterna, sin la compañía de ningún pariente e injuriada por su marido. La estrategia de Medea tiene éxito y la respuesta del coro es de apoyo a sus deseos de castigar a su esposo, aunque todavía no saben en qué consistirá dicho castigo.
Otro momento que se ha destacado de esta tragedia es la discusión que surge entre Jasón y Medea, en la que cada uno utiliza recursos retóricos para tratar de persuadir al adversario. En particular, Medea relata su versión del evento mítico del viaje de los argonautas intentando retirar a Jasón su condición de héroe. Jasón, por su parte, considera justo que ante las palabras llenas de ira de Medea contra los reyes de la ciudad, esta sea condenada al exilio. A continuación, Medea acusa a Jasón de cobardía y traición, tras recordar a Jasón todas las veces que ella le ayudó en el pasado. Jasón se defiende atribuyendo a los dioses la ayuda ante las dificultades que tuvo en la expedición, tratando de disminuir así la importancia de las acciones de Medea para lograr el objetivo de la obtención del vellocino de oro.
Más adelante, Medea anuncia al coro que pretende concretar sus planes de venganza matando a la hija del rey y a sus hijos, y después huir de la ciudad. Para ello surge a continuación otro diálogo entre Medea y Jasón en el que Medea trata de engañar a Jasón convenciéndole de que ha cambiado de idea respecto a lo que había manifestado anteriormente y ofreciendo regalos para su nueva esposa. En su discurso finge aceptar que sus anteriores palabras han sido insensatas y afirma que, tras reflexionar, ha comprendido que la decisión de Jasón para contraer nuevas nupcias es positiva para el futuro de sus hijos. Jasón queda persuadido por las palabras de Medea y, aunque inicialmente muestra reservas para aceptar los regalos, no se opone ante la intención de Medea de que sean precisamente los hijos de ambos los que entreguen los regalos para librarlos así del exilio. Así se desencadenan los sucesos que culminan con las trágicas muertes que acontecen en el palacio.

## Innovación de Eurípides
No se conoce ninguna versión anterior a la tragedia de Eurípides en la que Medea matara de forma voluntaria a sus hijos y hay consenso entre los estudiosos en que este filicidio fue una innovación de Eurípides. De hecho, autores como Parmenisco y Eliano señalan que los corintios sobornaron a Eurípides para que presentara esta versión en su tragedia para ocultar la tradición que decía que habían sido los propios corintios quienes habían cometido los asesinatos. Por otra parte, lo que sí existía era otra versión en la que Medea había intentado hacer que sus hijos fueran inmortales en el santuario de Hera, pero tal intento había concluido con la muerte de estos.